# Olaf Heinrich

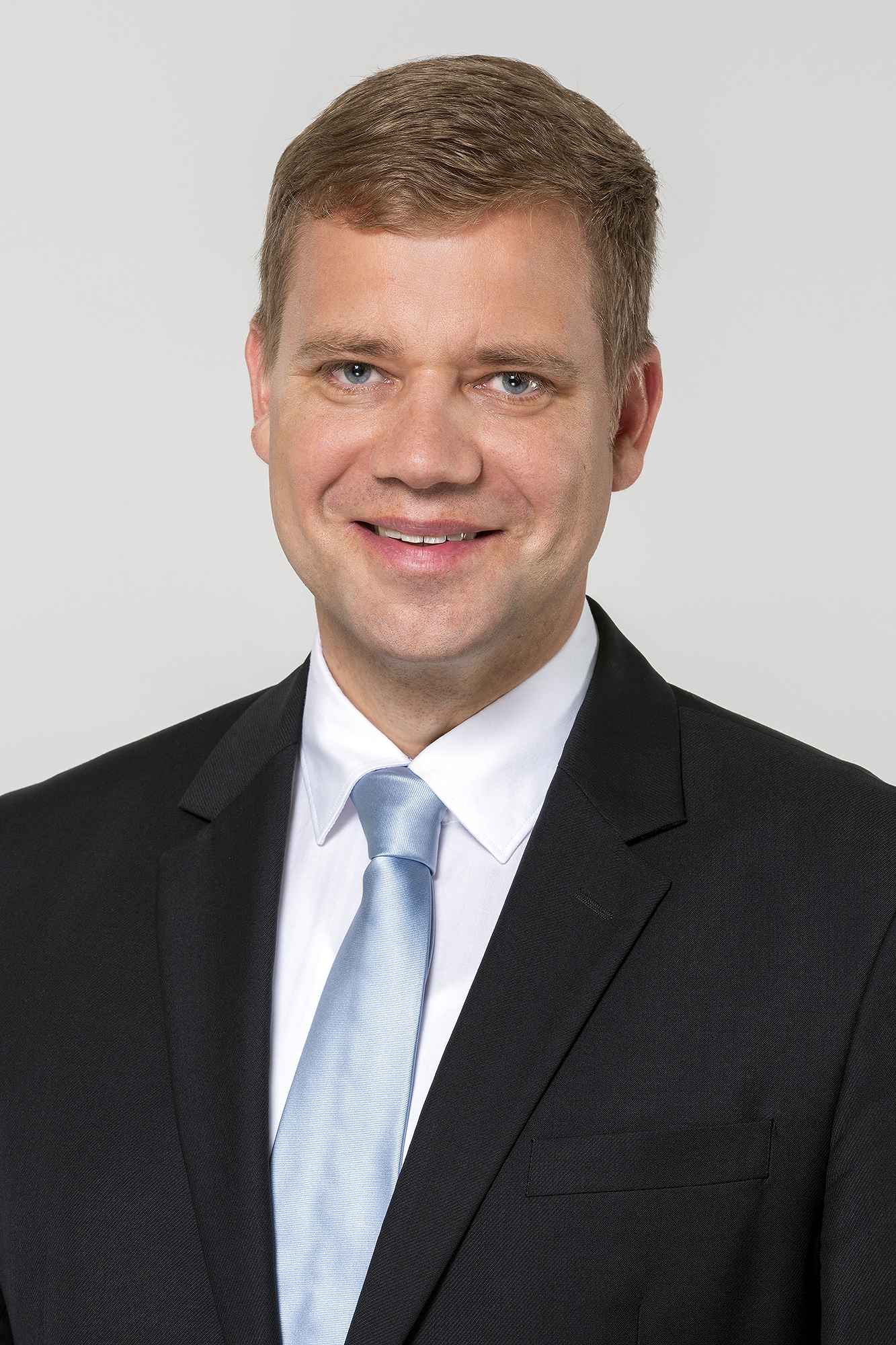
Olaf Heinrich, Bezirkstagspräsident Bezirk Niederbayern

Olaf Heinrich (* 23. Februar 1979) ist ein deutscher Politiker (CSU) und seit 2008 der 1. Bürgermeister der Stadt Freyung. Seit dem Jahr 2003 gehört er dem Bezirkstag von Niederbayern an, im Oktober 2013 wurde er zum Bezirkstagspräsidenten gewählt. Damit war er der jüngste Bezirkstagspräsident im Freistaat Bayern seit dem Jahr 1945. Im November 2018 wurde er für eine zweite Amtszeit von fünf Jahren wiedergewählt, im Oktober 2023 für eine dritte Amtszeit.

## Leben
Heinrich absolvierte 1999 sein Abitur in Freyung und leistete im Anschluss daran bis 2000 seinen Wehrdienst in Regen ab. Von 2000 bis 2006 studierte er in Passau Geographie und Anglistik auf Magister artium. Seit Mitte 2006 arbeitete er an der Universität Augsburg für Franz Schaffer, wo er 2009 mit einer Geographie-Arbeit über „Braucht Freyung ein neues Profil? Profilierung einer Stadt im Ländlichen Raum“ zum Dr. rer. nat. promoviert wurde. Olaf Heinrich ist seit 2014 verheiratet. Mit seiner Ehefrau Sylvia hat er seit 2017 einen Sohn.

## Politik
Bereits seit 1997 war Heinrich bei der ÖDP politisch aktiv. 2001 wurde er Vorsitzender des Kreisjugendrings sowie Mitglied der Vollversammlung des Bezirkjugendrings. Im Jahr 2002 wurde er sowohl zum Stadtrat in Freyung, als auch zum Kreisrat im Landkreis Freyung-Grafenau gewählt. Im Jahr 2003 zog er zudem für die ÖDP in den niederbayerischen Bezirkstag ein, wobei er 2008 und 2013 – nach seinem Parteiwechsel 2006 zur CSU – jeweils als Direktkandidat im Stimmkreis Regen, Freyung-Grafenau wiedergewählt wurde und 2013 als CSU-Spitzenkandidat mit 70.694 Stimmen das beste Ergebnis aller Kandidaten erzielen konnte.
Nachdem Heinrich schon im Dezember 2012 als möglicher Nachfolger des nicht mehr zur Wahl antretenden Manfred Hölzlein im Amt des Bezirkstagspräsidenten gehandelt worden war, wurde er am 11. Oktober 2013 tatsächlich mit 16 von 18 Stimmen und ohne Gegenkandidaten zum neuen Bezirkstagspräsidenten gewählt. Zwei Stimmzettel wurden leer abgegeben, sie wurden als ungültig gewertet.
Zur Bezirkstagswahl am 14. Oktober 2018 kandidierte Heinrich erneut als Spitzenkandidat der CSU in Niederbayern und als Direktkandidat im Stimmkreis Regen / Freyung-Grafenau. Er erzielte mit 40,05 % das zweitbeste Erststimmenergebnis der CSU in Niederbayern und gewann nach 2008 und 2013 zum dritten Mal das Direktmandat. Mit 81.211 Stimmen in ganz Niederbayern erreichte er den höchsten Stimmenanteil unter allen Kandidaten, die sich um ein Bezirkstagsmandat beworben hatten.
Bei der Bezirkstagswahl am 27. Oktober 2023 setzte sich der CSU-Politiker erneut mit 39,2 Prozent der Erststimmen durch. Insgesamt erhielt er 76.643 Stimmen.
Als Bezirkstagspräsident hat er seit 2013 auch den Vorsitz im Zweckverband Niederbayerische Freilichtmuseen (Freilichtmuseum Finsterau und Freilichtmuseum Massing) inne. Er ist auch Vorsitzender der Zweckverbände der Heil- und Thermalbäder in Bad Füssing, Bad Griesbach, Bad Birnbach, Bad Abbach und Bad Gögging. In dieser Funktion initiierte er eine strategische Neuausrichtung der Bäder mit dem Ziel einer neuen Zusammenarbeit.
Mit seiner sehr schlanken Dissertation hat er sich als Fachmann für das Lokale und Regionale ausgewiesen. Die Einrichtungen in seinem Wirkungsbereich hat er dahingehend entwickelt, mit Nachdruck hat er das geeignete Führungspersonal dafür rekrutiert.
Am 6. Dezember 2018 wurde Heinrich zum Vorsitzenden der CSU-Fraktion im Bayerischen Bezirketag gewählt.  Am 7. Dezember 2023 wurde er im Rahmen der konstituierenden Sitzung im Bayerischen Bezirketag einstimmig als Fraktionsvorsitzender wiedergewählt. Er ist damit Sprecher der größten Fraktion der Vollversammlung. 

## Bürgermeister
Seit Mai 2008 ist Heinrich 1. Bürgermeister der Stadt Freyung und seit 2011 Kreisvorsitzender der CSU Freyung-Grafenau. Im Zug seiner Kandidatur als Bürgermeister kam es zu Irritationen, da er sein einmaliges Mitwirken an einer Exkursion auf seiner Website als „Lehrtätigkeit seit Mitte 2006 an der Universität Augsburg“ darstellte. Tatsächlich konnte er nach den Vorwürfen, die sein Gegenkandidat, der amtierende Bürgermeister Peter Kaspar initiiert hatte, belegen, dass er für seinen Doktorvater Franz Schaffer gearbeitet, bei mehreren Vorlesungen mitgewirkt und Exkursionen mitorganisiert und geleitet hat.
Mit seiner Dissertation hat er sich bereits 2009 für das Amt des Freyunger Bürgermeisters empfohlen: „Vor dem Hintergrund der (…) vorgenommenen Analyse der aktuellen Situation in der Kreisstadt Freyung ist es die zentrale Aufgebe einer kommunalen Profilierung, ein Profil für die Stadt zu entwickeln, welches Aussagen bezüglich der zu erfüllenden Qualitätsaussage, der Mission sowie des erstrebten Zustandes, der Vision und der gültigen, klaren Haltung, also der Grundsätze, trifft.“ Und: „Es wird (…) ein Markenversprechen formuliert, mit dem sich die Kommune in den nächsten Jahren profilieren soll: ‚Freyung – die Stadt mit der höchsten Lebensqualität im Landkreis‘.“
Am 16. März 2014 wurde Heinrich zum zweiten Mal zum 1. Bürgermeister von Freyung gewählt. Er erhielt 94,55 Prozent der gültigen Stimmen. Bei der Kreistagswahl erzielte Heinrich, von Platz 3 der Liste gestartet, mit 49.833 Stimmen das zweitbeste Ergebnis aller Kandidaten. Im Mai 2015 wurde er neuer 1. Vorsitzender des Niederbayern-Forums.
Bei der Kommunalwahl am 15. März 2020 kandidierte Heinrich erneut für das Amt des Freyunger Bürgermeisters. Er wurde mit 94,91 Prozent der Stimmen wiedergewählt.
Auf Initiative von Heinrich entstand die Volksmusikakademie in Bayern im historischen Langstadl, einem ortsbildprägenden Haus in Zentrumsnähe. Dort finden das ganze Jahr über zahlreiche Veranstaltungen, Seminare, Probewochenenden usw. statt, die von Musikern, Sängern und Tänzern aus der ganzen Bundesrepublik und dem benachbarten Ausland besucht werden.
Auf Vorschlag von Heinrich bewarb sich die Stadt Freyung erfolgreich für die Austragung der Bayerischen Landesgartenschau 2022. Wegen der COVID-19-Pandemie wurde diese um ein Jahr verschoben und fand 2023 auf dem Geyersberg statt.  Ebenfalls auf Initiative von Heinrich erhielt die Stadt Freyung den Zuschlag für die erste Bayerische Landesausstellung zum Thema Musik, die 2026 stattfinden wird.
Für seine Arbeit wurde Heinrich im Jahr 2020 zum zweiten Mal nach 2014 als „Bürgermeister des Jahres“ ausgezeichnet.

## Europaregion
Seit dem Jahr 2014 ist Olaf Heinrich Vorsitzender des  niederbayerischen Trägervereins der Europaregion Donau-Moldau und engagiert sich für eine grenzüberschreitende Regionalentwicklung im Raum Bayern / Tschechien / Österreich. Während des Vorsitzes von Niederbayern im Jahr 2017 stand die Vorbereitung der Gründung eines Europäischen Verbunds für territoriale Zusammenarbeit (EVTZ) im Mittelpunkt seiner Arbeit.

## Ehrenamt
Im Jahre 2014 initiierte Olaf Heinrich die Rettung der 1856 gegründeten Lang Bräu (Freyung) durch die Gründung einer Genossenschaft. Seitdem amtiert er als Vorsitzender des Aufsichtsrats. Die Genossenschaft hat seit 2014 mehr als drei Millionen Euro in den innerstädtischen Standort investiert und schreibt schwarze Zahlen. Der Bierausstoß konnte jährlich gesteigert werden.
Am 23. Juli 2020 wurde Heinrich zum Vorsitzenden des 1902 gegründeten Bayerischen Landesverein für Heimatpflege gewählt. Er folgte Johann Böhm, Landtagspräsident a. D. nach, der seit dem Jahre 1999 als Vorstandsvorsitzender amtierte.
In der Gemeinde Eppenschlag unterstützt Olaf Heinrich die neu gegründete „Genossenschaft für regionale Vermarktung eG mit Sitz in Eppenschlag“ als Mitglied des Aufsichtsrats.
In Freyung beteiligte sich Heinrich an der Gründung einer weiteren Genossenschaft, die das Ziel hat, ein leerstehendes Gebäude umzubauen und eine öffentliche Saunalandschaft zu eröffnen. Er fungiert als Aufsichtsratsvorsitzender.

## Publikation
- Braucht Freyung ein neues Profil? Kommunale Profilierung einer Stadt im ländlichen Raum. Augsburg 2010 (Dissertation 2009), 96 Seiten
- Nachhaltige Kommunalentwicklung, Ausgleich von Ökonomie, Ökologie und Sozialem, in: Bekenntnisse zur Verantwortung für die Umwelt. 2021 (Herausgeber: Markus Ferber und Henning Kaul) https://www.sonnenseite.com/de/tipps/bekenntnisse-zur-verantwortung-fuer-die-umwelt/
- Die Siedlungsentwicklung der Stadt Freyung. Hanns-Seidel-Stiftung 2018. https://www.hss.de/download/publications/PS_481_BRENNPUNKT_IRAN_08.pdf
- Bedarfsgerechte und (flächen-)nachhaltige Planungs- und Umsetzungsstrategien für den Wohnbedarf der Zukunft – Ein Handlungsleitfaden für das Rathaus. in: Wohnen im ländlichen Raum/Wohnen für alle.  2020. Herausgegeben von Brandl, Uwe; Dirnberger, Franz; Miosga, Manfred; Simon, Matthias; https://www.rehm-verlag.de/shop/Baurecht/Bauplanungsrecht/Wohnen-im-laendlichen-Raum-Wohnen-fuer-alle-E-Book.html